# Johann III. (Henneberg-Schleusingen)

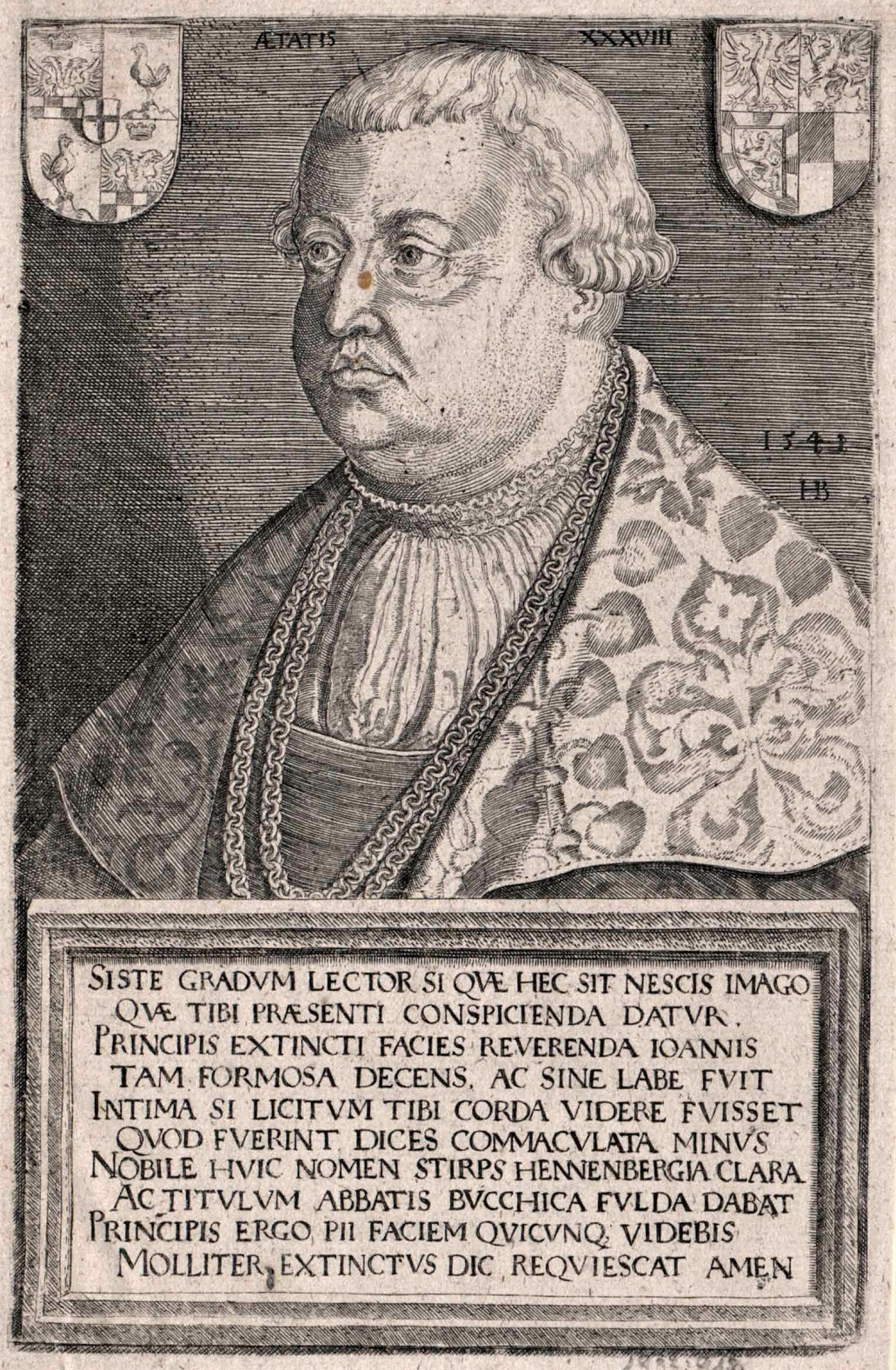
Johann III. von Henneberg-Schleusingen

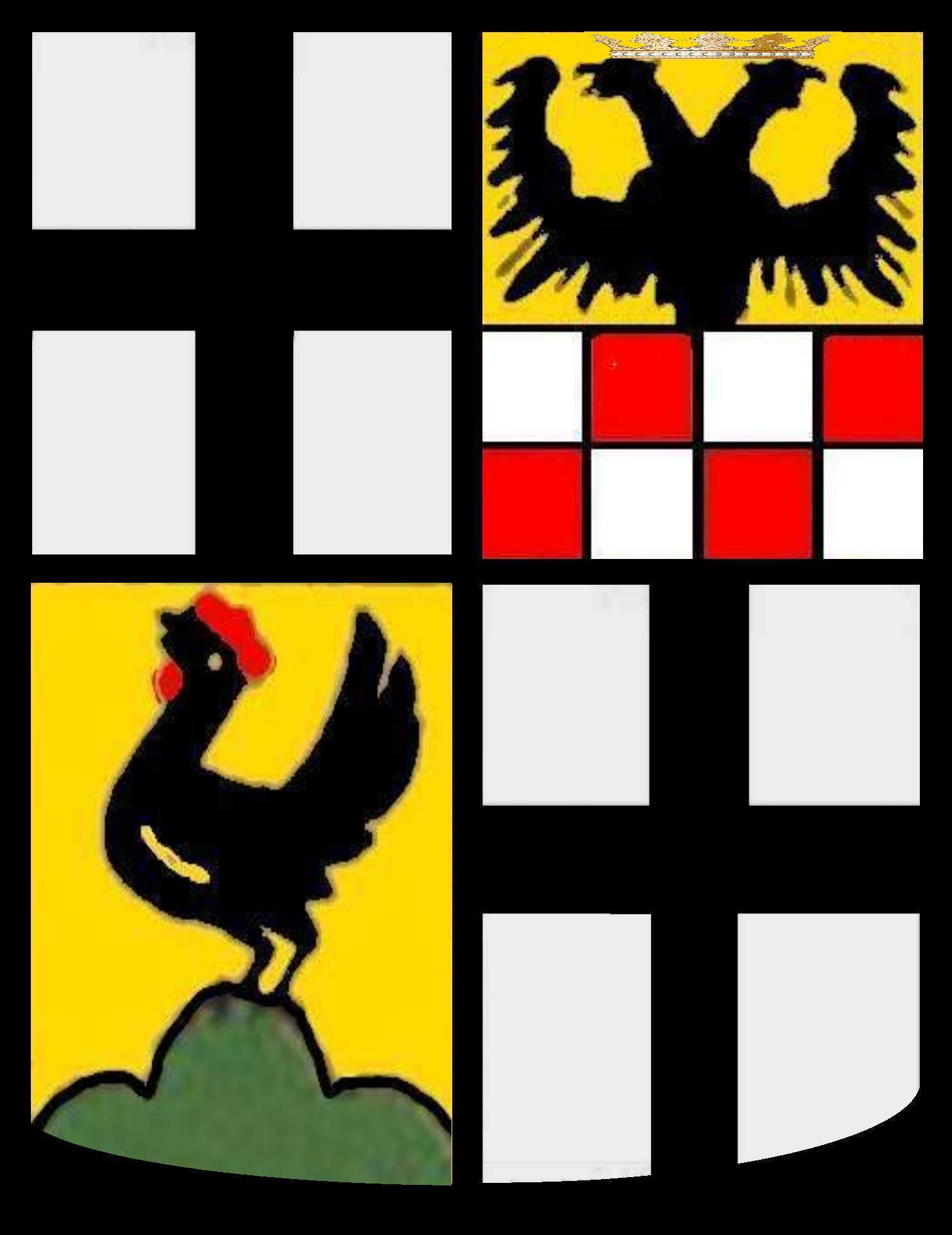
Wappen Johann III. von Henneberg-Schleusingen, Fürstabt von Fulda (1529–1541)

Johann III. von Henneberg-Schleusingen (* 30. April 1503; † 20. Mai 1541 in Fulda) war 1529 bis 1541 Fürstabt des Hochstifts Fulda.

## Familie
Johann entstammte dem Geschlecht der Grafen von Henneberg. Sein Vater war Wilhelm VI. von Henneberg-Schleusingen, Graf und Herr zu Mainberg (* 29. Januar 1478 in Schleusingen; † 24. Januar 1559, im Kloster Veßra). Seine Mutter war Anastasia von Brandenburg (* 17. März 1478 in Ansbach; † 4. Juli 1534 in Ilmenau), jüngste Tochter des Kurfürsten Albrecht Achilles von Brandenburg (1414–1486) und dessen Ehefrau Anna von Sachsen (1437–1512).
Johann hatte sechs Brüder und sechs Schwestern. Zwei der Brüder starben früh. Sein jüngerer Bruder Christoph (* 6. Juni 1510; † (13./14.) März 1548 in Römhild) wurde Domherr zu Bamberg (1519), Würzburg (1520–1538 und 1541–1543), Worms (1520–1538) und Straßburg (1523) sowie Domdekan (1540–1545) und Propst von St. Jakob zu Bamberg (1541–1548). Poppo (1513–1574) wurde ebenfalls Kanoniker, verzichtete aber nach Einführung der Reformation in Henneberg-Schleusingen (1543/44) auf seine geistlichen Pfründen und heiratete. Der älteste, für die Nachfolge vorgesehene Bruder Wolfgang (1507–1537) fiel als Soldat im Dienst des Kaisers, und an seine Stelle trat Georg Ernst (1511–1583), der die Grafschaft von 1559 bis 1583 regierte.

## Leben und Wirken
Johann studierte vor 1518 an der Universität Mainz und 1519 bis 1521 an der Universität von Paris. Er war von 1515 bis 1538 Domherr zu Straßburg, von 1517 bis 1541 Domherr zu Mainz, 1518 Domherr zu Köln und von 1519 bis 1523 Domherr zu Bamberg. 1521 akzeptierte der Fuldaer Fürstabt Hartmann II. auf dem Wormser Reichstag, dass ihm unter Verzicht auf jegliche Regierungsgewalt neben einer Abfindung und jährlichen Pension nur noch der Titel eines Abtes von Fulda belassen wurde, die Regierung des Hochstifts Fulda aber von dem erst 18-jährigen Johann als Koadjutor übernommen wurde. Nach Hartmanns Tod im Jahre 1529 wurde Johann dessen Nachfolger als Fürstabt von Fulda.
Zunächst als Koadjutor und danach als Fürstabt bemühte sich Johann darum, die während Hartmanns Amtszeit aufgetretenen Probleme in den Griff zu bekommen und, insbesondere, die Reformation zurückzudrängen. Noch als Koadjutor wurde er 1525 mit dem Aufstand der Bauern und deren Verwüstung vieler Kirchen und der fuldischen Klöster Petersberg und Frauenberg konfrontiert; er kapitulierte zunächst vor den Bauern. Nachdem (der protestantische) Landgraf Philipp von Hessen gegen die aufständischen Bauern, die Fulda eingenommen hatten, die Stadt eroberte und die Bauern vertrieb, wurde in der Folge das Hochstift weitgehend von den siegreichen hessischen Truppen besetzt. Philipp verlangte von Johann 19.000 Gulden Kriegskosten und die erbliche Dienstbarkeit gegenüber Hessen; dieser willigte zunächst ein. Als Philipp 1526 die Städte Fulda und Hünfeld besetzte, klagte der Koadjutor den Landgrafen auf dem Reichstag in Speyer an, den kaiserlichen Landfrieden gebrochen zu haben. Der Landgraf musste letztlich auf seine überzogenen politischen Ansprüche verzichten, erhielt aber 18.000 Gulden.
1529 bekämpfte Johann im Hochstift „gnadenlos“ die Wiedertäuferbewegung. 1531 musste ihn das Kapitel des Hochstifts Fulda als Fürstabt vertraglich dazu  verpflichten, seine Profess abzulegen und das Habit der Benediktiner anzulegen. Zur größeren Ehre Gottes stiftete er 1535 eine prächtige Orgel, wertvolle Altargeräte und Paramente.
Johann von Henneberg-Schleusingen starb im Alter von achtunddreißig Jahren und wurde in der Stiftskirche zu Fulda beigesetzt.